# Кочергин, Сергей Алексеевич
Сергей Алексеевич Кочергин — советский хозяйственный, государственный и партийный деятель.

## Биография
Родился в июле 1899 года в Москве. Член ВКП(б) с 1919 года.
С 1919 года — на хозяйственной, общественной и политической работе. В 1919—1959 гг. — на партийной, советской работе, в РККА, 3-й секретарь Молотовского областного комитета ВКП(б), председатель Исполнительного комитета Молотовского областного Совета, в ЦК ВКП(б), 1-й секретарь Мордовского областного комитета ВКП(б),
представитель Совета по делам колхозов при СМ СССР по Воронежской области, по Ставропольскому краю, заведующий Ставропольским краевым отделом социального обеспечения.
Избирался депутатом Верховного Совета СССР 2-го созыва.
Умер в марте 1959 года.